# Дубяго, Георгий Александрович
Гео́ргий Алекса́ндрович Дубя́го (28 февраля 1884 — 17 июня 1954, Нью-Йорк, Нью-Йорк) — русский офицер, участник Первой мировой войны и Белого движения на Юге России, начальник штаба 2-го армейского корпуса, генерал-майор (1920).

## Биография
Православный. Из дворян.
Окончил 1-й Московский кадетский корпус (1901) и Николаевское инженерное училище (1904), откуда выпущен был подпоручиком в 10-й саперный батальон. Произведен в поручики 1 октября 1906 года, в штабс-капитаны — 1 октября 1910 года. В 1913 году окончил Николаевскую военную академию по 1-му разряду, после чего был прикомандирован к лейб-гвардии Санкт-Петербургскому полку на полтора года для командования ротой.
В Первую мировую войну вступил с 10-м саперным батальоном. 2 февраля 1915 года произведен в капитаны «за отличие по службе», с переводом в Генеральный штаб и назначением обер-офицером для поручений при штабе 14-го армейского корпуса. 12 июля 1916 года назначен исправляющим должность помощника старшего адъютанта отдела генерал-квартирмейстера штаба 11-й армии. 9 ноября 1916 года назначен и. д. штаб-офицера для поручений при командующем Дунайской армией, а 6 декабря того же года произведен в подполковники с утверждением в должности. 23 декабря 1916 года назначен и. д. начальника отделения управления генерал-квартирмейстера штаба помощника главнокомандующего армиями Румынского фронта.
В Гражданскую войну участвовал в Белом движении, в Добровольческой армии — с лета 1918 года. С 19 ноября 1918 года состоял начальником штаба Крымской (4-й пехотной) дивизии. В ноябре 1919 года был назначен начальником штаба Сводной (34-й пехотной) дивизии, а в декабре того же года — начальником штаба 2-го (Крымского) армейского корпуса второго формирования. 23 марта 1920 года произведен в генерал-майоры, а 19 апреля назначен командиром бригады 34-й пехотной дивизии. В Русской армии летом 1920 года вновь был начальником штаба 2-го армейского корпуса. Эвакуировался из Ялты на корабле «Корвин».
С 1923 года в эмиграции в США. Умер в 1954 году в Нью-Йорке. Похоронен на кладбище Новодивеевского монастыря. Его жена Елизавета Сергеевна (1892—1970) похоронена там же.

## Награды
- Орден Святого Станислава 3-й ст. (ВП 25.12.1907)
- Медаль «В память 300-летия царствования Дома Романовых» (1913)
- Орден Святой Анны 3-й ст. (ВП 8.05.1913)
- Орден Святого Станислава 2-й ст. с мечами (ВП 01.11.1914)
- Орден Святой Анны 2-й ст. с мечами (ВП 11.01.1915)
- Орден Святого Владимира 4-й ст. с мечами и бантом (ВП 07.03.1915)
- Орден Святой Анны 4-й ст. с надписью «за храбрость» (ВП 11.09.1915)
- мечи и бант к ордену Св. Анны 3-й ст. (ВП 08.12.1915)
- Высочайшее благоволение «за отличия в делах против неприятеля» (ВП 04.09.1916)
- мечи и бант к ордену Св. Станислава 3-й ст. (ВП 20.01.1917)